# Heshan (Laibin)
Heshan léase Jo-Shan (en chino, 合山市; pinyin, Héshān xiàn; literalmente, ‘montaña de la integridad’, en zhuang, Hozsanh si) es un municipio bajo la administración directa de la Prefectura Laibin en la Región autónoma de Guangxi, República Popular China. Su área es de 365 km² y su población total para 2020 superó los 100 mil habitantes.

## Administración
Desde 2002, el municipio de Heshan se divide en 3 pueblos que se administran en poblados.

## Historia
Hasta junio de 1981, la región pertenecía al Condado Laibin (来宾县), hasta que finalmente se separó y se inauguró oficialmente el 1 de enero de 1982.
Antes del 28 de diciembre de 2002 estaba bajo la jurisdicción de Liuzhou y luego pasó a estar bajo la jurisdicción de Laibin.